# Cerro de Pasco
Cerro de Pasco är en stad i provinsen Cerro de Pasco i departementet Pasco i Peru, 4 352 meter över havet, på en kall och öde högslätt, 320 kilometer nordöst om Lima, med vilket det står i järnvägsförbindelse. Folkmängden uppgick till 66 272 invånare 2015. De flesta invånarna är indianer eller mestiser. Platsen är känt för sina rika silvergruvor, som upptäcktes 1630 och som ska ha lämnat omkring 5 000 kg rent silver. Även tillgången på kopparmalm är stor.